# ČVK Brno
Český veslařský klub Brno je sportovní oddíl zaměřený na veslování. Byl založen v roce 1912. V současnosti provozuje svoji činnost převážně na levém břehu Brněnské přehrady, v blízkosti Sokolského koupaliště.

## Názvy klubu
- od roku 1912 Český veslařský klub Brno (ČVK Brno)
- od roku 1948 Sokol Brno I
- od roku 1950 Sokol Zbrojovka Brno I
- od roku 1954 Spartak Závody Jana Švermy (Spartak ZJŠ)
- od 60. let minulého století Zbrojovka Brno
- po Sametové revoluci krátce TJ Sokol Brno I
- od roku 1991 Český veslařský klub v Brně (ČVK Brno)
- od roku 2015 Český veslařský klub Brno (ČVK Brno)

## Klubová symbolika
Klubovou vlajku tvoří čtyři páry modrých a bílých pruhů a dvě řady modrobílých kostek. Vlajku navrhl v roce 1912 prof. Jiří Hnátek. Ve znaku má klub štít s modrobílými pruhy a kostkami. Od roku 2012 se používá také tzv. velký klubový znak, který je kromě štítu tvořen párem zkřížených vesel.
Velký znak nechal pro klub navrhnout v rámci zpracování nového vizuálního stylu trenér a člen výboru Petr Janáček. Návrhy realizovala Mgr. Ludmila Dvořáková. Velký znak byl vyhotoven ve dvou variantách lišících se úhlem svíraným zkříženými vesly, pro použití na podkladu orientovaném na šířku i výšku.

## Loděnice
- Loděnice ČVK Brno na Brněnské přehradě, k. ú. 227 Brno-Kníničky, 635 00 Brno-Kníničky
- Loděnice ČVK Brno v Jundrově, Veslařská 507/179, 63700 Brno-Jundrov